# Krzyżnik (wzniesienie)
Krzyżnik (niem. Kreuz-Berg, 327 m n.p.m.) – wzniesienie w Kotlinie Kłodzkiej, położone w środkowej jej części. Administracyjnie znajduje się w południowo-zachodniej części Kłodzka.

## Położenie i opis
Jest to wzniesienie liczące 327 m n.p.m. położone w pobliżu zakola rzeki Bystrzycy Dusznickiej w Książku, będącym dzielnicą Kłodzka. Stanowi kulminację w ciągu wzniesień na terasie doliny rzeki.
Wzniesienie zbudowane jest z górnokredowych piaskowców oraz amfibolitów, których kamieniołom znajduje się nieco na północny zachód od Krzyżnika. Przez grzbiet prowadzi szosa z Kłodzka przez Zagórze do Szalejowa Dolnego, zaś podnóżem droga przez Krosnowice do Bystrzycy Kłodzkiej. Szczyt wzniesienia jest prawie całkowicie odsłonięty i zajmują go łąki, pola oraz niewielki zagajnik. Nazwa wzniesienia pochodzi od znajdującego się na jego szczycie krzyża.
W rejonie Krzyżnika w kamieniołomie odkryto w 1962 roku osadę kultury łużyckiej z początków naszej ery, w której odkopano 6 interesujących półziemianek, jak i również szczątki ceramiki oraz przedmiotów codziennego użytku. Znaleziona przez archeologów osada stanowi jeden z najstarszych śladów osadnictwa w rejonie Kłodzka.